# 大いなる人
『大いなる人』（おおいなるひと）は、1977年11月25日に吉田拓郎がリリースした8枚目のスタジオアルバムである。31歳の時の作品。この年の6月に小室等に代わってフォーライフの社長に就任して初めてリリースした作品である。

## 解説
当アルバムの中で広く知られている曲はキャンディーズへの提供曲「アン・ドゥ・トロワ (ばいばいキャンディーズ)」ぐらいで、シングルカットされた「カンパリソーダとフライドポテト」をはじめ、どの曲も知名度は高くなく、コンサートで取り上げられることも少ない。
「アン・ドゥ・トロワ (ばいばいキャンディーズ)」の作詞以外は全曲拓郎が作詞作曲している。「大いなる」は弾き語りで、拓郎のアレンジであるが、その他は全て元はっぴいえんどの鈴木茂によるもので、アルバム全体のメロウな雰囲気を醸し出している。 

## 収録曲
- 全作詞・作曲：吉田拓郎（特記以外）、編曲：鈴木茂

1. あの娘に逢えたら
  - 「カンパリソーダとフライドポテト」のB面曲。
2. 未来
3. カンパリソーダとフライドポテト
4. アン・ドゥ・トロワ (ばいばいキャンディーズ)
作詞：喜多条忠
5. 乱行
6. 悲しい気持ちで
7. おいでよ
8. あなたを愛して
  - 「ケンとメリー〜愛と風のように〜」で知られるバズに提供した曲のセルフカバー。
9. 大いなる
  - ジェイク・シマブクロが『吉田拓郎トリビュート〜結婚しようよ』でカバー。
10. 歌にはならないけど

## 参加ミュージシャン
- A.Guitar, Harmonica, Percussion：吉田拓郎
- E.Guitar, Dobro：鈴木茂
- A.Guitar, Banjo：常富喜雄
- A.Piano, E.Piano, Cembalo, Synthesizer, Hammond Organ, Mellotron：山田秀俊
- Hammond Organ, Mandolin：松任谷正隆
- E.Bass：田中章弘・平野融
- Steel Guitar：駒沢宏季
- Drums：島村英二
- Percussion：斉藤ノブ・浜口茂外也
- A.Sax：ジェーク・コンセプション
- Trombone：新井英治
- Harp：山川恵子
- Chorus：陣山俊一とOils
- Strings：Tomato Group
- Brass Section：First Music Group